# كراشة
كُرَاشَة أو الزيلبور (الاسم العلمي:Xyleborus) هو جنس من الحشرات يتبع فصيلة السوسية الحقيقية من رتبة غمديات الأجنحة.